# Tournoi de tennis de Palm Springs
Le tournoi de Palm Springs (Californie, États-Unis) est un tournoi de tennis féminin du circuit professionnel WTA.
En simple, Chris Evert s'est imposée cinq fois consécutivement, de 1974 à 1978.
En 1977 et 1978, le tournoi de Palm Springs vient conclure la saison des Colgate Series se déroulant d'avril à novembre. Il voit s'affronter les joueuses ayant réalisé les meilleurs résultats de ces Colgate Series.
La dernière édition de l'épreuve date de 1983.

## Palmarès

### Simple
| No       | Date       | Nom et lieu du tournoi                        | Catégorie | Dotation  | Surface    | Vainqueure       | Finaliste           | Score    |         |
| -------- | ---------- | --------------------------------------------- | --------- | --------- | ---------- | ---------------- | ------------------- | -------- | ------- |
| 1        | 08-02-1951 | Mid Winter Invitation, Palm Springs           |           | NC        | Dur (ext.) | Maureen Connolly | Helen Perez         | 6-1, 6-3 |         |
| 2        | 14-01-1952 | Mid Winter Invitation, Palm Springs           |           | NC        | Dur (ext.) | Maureen Connolly | Dorothy Head        | 6-2, 6-4 |         |
| Ère Open |            |                                               |           |           |            |                  |                     |          |         |
| 3        | 21-01-1974 | Virginia Slims of Mission Viejo, Palm Springs | VS Tour   | 50 000 $  | Dur (ext.) | Chris Evert      | Billie Jean King    | 6-3, 6-1 | Tableau |
| 4        | 29-09-1975 | Mission Viejo Tournament, Palm Springs        |           | 50 000 $  | Dur (int.) | Chris Evert      | Cynthia Doerner     | 6-1, 6-3 | Tableau |
| 5        | 17-10-1976 | Colgate Inaugural, Palm Springs               |           | 200 000 $ | Dur (ext.) | Chris Evert      | Françoise Dürr      | 6-1, 6-2 | Tableau |
| 6        | 01-11-1977 | Colgate Series Championships, Palm Springs    | Masters   | 250 000 $ | Dur (ext.) | Chris Evert      | Billie Jean King    | 6-2, 6-2 | Tableau |
| 7        | 14-11-1978 | Colgate Series Championships, Palm Springs    | Masters   | 250 000 $ | Dur (ext.) | Chris Evert      | Martina Navrátilová | 6-3, 6-3 | Tableau |
| 8        | 28-02-1983 | Congoleum Classic, Palm Springs               |           | 50 000 $  | Dur (ext.) | Yvonne Vermaak   | Carling Bassett     | 6-3, 7-5 | Tableau |

### Double
| No | Date       | Nom et lieu du tournoi                       | Catégorie | Dotation  | Surface    | Vainqueures                          | Finalistes                    | Score         |         |
| -- | ---------- | -------------------------------------------- | --------- | --------- | ---------- | ------------------------------------ | ----------------------------- | ------------- | ------- |
| 1  | 21-01-1974 | Virginia Slims of Mission Viejo Palm Springs | VS Tour   | 50 000 $  | Dur (ext.) | Kerry Harris Lesley Hunt             | Chris Evert Billie Jean King  | 7-5, 6-4      | Tableau |
| 2  | 29-09-1975 | Mission Viejo Tournament Palm Springs        |           | 50 000 $  | Dur (int.) | Chris Evert Martina Navrátilová      | Gail Glasgow Betty-Ann Stuart | 6-3, 7-5      | Tableau |
| 3  | 17-10-1976 | Colgate Inaugural Palm Springs               |           | 200 000 $ | Dur (ext.) | Chris Evert Martina Navrátilová      | Billie Jean King Betty Stöve  | 6-2, 6-4      | Tableau |
| 4  | 01-11-1977 | Colgate Series Championships Palm Springs    | Masters   | 250 000 $ | Dur (ext.) | Françoise Dürr Virginia Wade         | Helen Cawley Joanne Russell   | 6-1, 4-6, 6-4 | Tableau |
| 5  | 14-11-1978 | Colgate Series Championships Palm Springs    | Masters   | 250 000 $ | Dur (ext.) | Billie Jean King Martina Navrátilová | Kerry Reid Wendy Turnbull     | 6-2, 6-2      | Tableau |
| 6  | 28-02-1983 | Congoleum Classic Palm Springs               |           | 50 000 $  | Dur (ext.) | Kathy Jordan Ann Kiyomura            | Dianne Balestrat Betty Stöve  | 6-2, 6-2      | Tableau |